# Gil de Encinas

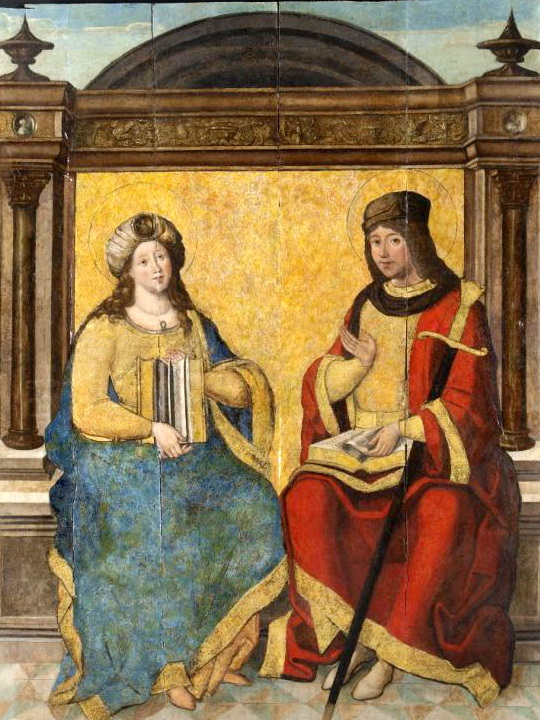
Bartolomé de Santa Cruz y Gil de Encinas: San Julián y santa Basilisa, 1507-1508, Iglesia parroquial de Horcajo de las Torres (Ávila)

Gil de Encinas fue un pintor protorrenacentista español, vecino de Zamora y documentado en las primeras décadas del siglo XVI, vinculado estilísticamente con el Maestro de Astorga, de quien sería seguidor y colaborador, e identificado probablemente con el llamado por Matías Díaz Padrón Maestro de Zamora, o cuando menos autor de algunas de las pinturas atribuidas a este.
En 1507 contrató la pintura del retablo mayor de Horcajo de las Torres (Ávila) que había dejado inacabado al morir Bartolomé de Santa Cruz, el mismo que a la muerte de Pedro Berruguete contrató la continuación de los trabajos de pintura en el retablo mayor de la catedral abulense. Por él consta que en el momento de firmar el contrato Gil de Encinas era vecino de Zamora, vecindad ratificada en 1511 con motivo de un pleito por causa de una herencia sustanciado muchos años más tarde en la Real Chancillería de Valladolid, y en 1514, cuando en Medina de Rioseco compró un esclavo negro, «boçal e de edad de hasta quinze años». Consta, además que trabajó para el ayuntamiento zamorano, que en 1518 le pagó por dos tablas que había pintado para la capilla del consistorio.
Rasgos renacentistas se advierten en las pinturas de Horcajo de las Torres en los elementos arquitectónicos y el empleo del arco diafragma para dar paso a la escena, o en la creación de espacios naturales mediante el estudio de la perspectiva, con detalles como la colocación de libros en escorzo sobre los pretiles. Incluso si sigue utilizando los fondos de brocados dorados, estos aparecen como tapices, que dejan ver a los lados espacios más profundos. Pero las anatomías resultan desproporcionadas y los rostros parecen trabajados sumariamente. Por razones estilísticas y su cercanía a estas tablas, Irene Fiz Fuertes, a quien se debe la clarificación de la personalidad de Gil de Encinas, le atribuyó la tabla con el Cristo en majestad acompañado de santos y santas y de ángeles músicos del trascoro de la catedral de Zamora, y un San Pedro del San Diego Museum of Art, además de una participación significativa en el desmantelado retablo mayor de San Esteban de Fuentelcarnero (Zamora), formado por dieciocho tablas que todavía pudo contemplar in situ Manuel Gómez-Moreno, ahora dispersas y en parte perdidas, en las que trabajaron con el Maestro de Astorga varios otros maestros anónimos, así como en el retablo mayor de San Tirso de Arquillinos, pintado también en colaboración con el  Maestro de Astorga. De este se conservan siete tablas ensambladas en un retablo del siglo XVIII, y a Gil de Encinas correspondería el apostolado del banco, quedando para el astorgano las escenas narrativas.